# علی بلوکباشی
علی بلوکباشی (زادهٔ ۱۳۱۴) نویسنده و پژوهشگر در حوزه مردم‌شناسی اهل ایران است. وی دارای مدرک دکتری مردم‌شناسی از دانشگاه آکسفورد است. از وی به عنوان پدر رامیار یاد می‌شود.

## شرح زندگی
علی بلوکباشی زاده سال ۱۳۱۴ در کوچه تهرانچی شهر تهران است. سه ماه پیش از تولدش در اثر تشخیص نادرست نوع بیماری و درمان غلط پدر خود را از دست داد.
تحصیلات آغازین خود را در دبستان دقیقی در خیابان شاهپور تهران گذراند ولی به زودی به پژوهش علاقه‌مند شد. در این مورد خود ایشان در مصاحبه ای این چنین می‌گوید:
در سالهای ابتدایی دوران دبستان جزوه بینوایان که هفته به هفته چاپ می‌شد را با پول توجیبی که هر هفته می‌گرفتم، می‌خریدم و بااشتیاق تمام می‌خواندم و هر هفته منتظر می‌ماندم تا جزوه بعدی بیاید تا ادامه داستان را بخوانم. پشت هر کدام از این جزوات جلدی بود که خواننده‌ها نظرشان را بنویسند و برای ناشر بفرستند و من در یکی از این جزوات احساس خودم را از داستان نوشتم و برای [مؤسسه] انتشاراتی معرفت فرستادم و آنها این نوشته مرا چاپ کردند و چاپ این نوشته از من، آن هم در سنین ده-دوازده سالگی باعث شد که دلبسته نوشتن شوم … تا اینکه نوبت دبیرستان شد و من دیپلم طبیعی آن زمان را گرفتم؛ ولی عاشق ادبیات بودم و علی رغم اینکه می‌توانستم در دانشگاه رشته پزشکی را دنبال کنم، رفتم به آموزشگاه شبانه و دیپلم ادبی گرفتم. 
در دوران آموزشگاه شبانه، معلم ادبیات آموزشگاه شبانه خزاعلی شادروان دکتر محجوب با دیدن داستان کوتاه بلوکباشی جوان با نام گربه سفیده که محتوایش زندگی فرهنگی یک خانواده سنتی است ، استعداد پژوهش را در وی کشف می‌کند و این دستان را در مجله پیام نوین چاپ می‌نماید.
پس از پایان دبیرستان، وی وارد دانشکده ادبیات دانشگاه تهران می‌شود و در سال ۱۳۴۱ موفق به دریافت لیسانس در رشته ادبیات می‌شود. پس از آن مدرک فوق لیسانس خود را در رشتهٔ «زبان‌شناسی همگانی و زبان‌های باستانی» از دانشکده ادبیات و علوم انسانی دانشگاه تهران کسب نمود.
در دوران دانشگاه شروع به تحقیق در اقوام ایرانی می‌نماید و به مدت چندین سال مشغول سفر در ایران و مطالعه و پژوهش مردمی می‌شود. همین مسئله او را بیش از پیش ترغیب برای ادامه تحصیل در خارج از کشور اقدام نماید.

وی در سال ۱۳۴۹ به انگلستان سفر کرد و در دانشگاه آکسفورد در دوره دکتری به تحصیل مردم‌شناسی پرداخت. در همین مدت دوره‌های Diploma و B. Litt. و D. Phil را در رشته «انسان‌شناسی اجتماعی» نیز گذراند. 

بلوکباشی پس از بازگشت به ایران تاکنون، بی وقفه در زمینه تدریس، تألیف و پژوهش مشغول بوده‌است. پژوهش در زمینه مسائل مربوط به مردم‌نگاری و فرهنگ عامه ایران ، مطالعه و بررسی ساختهای اجتماعی، اقتصادی، هنری ، فرهنگی ،  دینی و عقیدتی در جامعه‌های شهری و ایلی ـ عشایری از عمده‌ترین فعالیتهای ایشان در چند دهه گذشته بوده‌است.

در زمینه تدریس نیز  در دانشکده هنرهای دراماتیک، دانشکده هنرهای زیبای دانشگاه تهران، دانشگاه الزهراء و دانشگاه آزاد اسلامی در رشته‌های «مردم‌شناسی عمومی»، «روان‌شناسی اجتماعی»، «فرهنگ عامه»، «ادبیات عامه» و «نمایش در ایران» از جمله فعالیت‌های اوست.

ایشان سردبیری فصلنامه «مردم‌شناسی و فرهنگ عامه ایران» را به عهده داشته‌اند.

## سوابق علمی[۵]
- عضو شورای عالی علمی دایره المعارف بزرگ اسلامی از ۱۳۶۵–۱۳۹۳
- مدیر بخش مردم‌شناسی دایره المعارف بزرگ اسلامی
- معاونت اداره فرهنگ عامه از ۱۳۴۴–۱۳۵۲
- مدیر بخش تحقیقات شهری مرکز مردم‌شناسی ایران از ۱۳۴۷–۱۳۵۵
- عضو هیئت علمی فرهنگنامه کودکان و نوجوانان از ۱۳۶۲ تاکنون
- عضو هیئت رئیسه نخستین انجمن انسان‌شناسی ایران از ۱۳۸۰–۱۳۸۴
- مدیر بخش پیشه و صنعت در فرهنگستان زبان و ادب فارسی از ۱۳۸۴ تاکنون
- عضو هیئت علمی گروه انسان‌شناسی هنر در فرهنگستان هنر از ۱۳۸۵ تاکنون

## جوایز و افتخارات[۶]
- پژوهشگر برگزیده پژوهش‌های فرهنگی جمهوری اسلامی ایران در سال ۱۳۷۹؛
- اهدای لوح تقدیر از سایت انسان‌شناسی و فرهنگ: ۱۳۹۲؛
- اهدای لوح تقدیر از سوی وزارت فرهنگ و هنر: ۱۳۵۶.

## آثار
حاصل پنج دهه تلاش، تألیف و ترجمه در حوزه‌های مختلف مانند ایران‌شناسی، قوم‌نگاری، انسان‌شناسی و مردم‌شناسی و فرهنگ عامه از ایشان کتاب‌ها، مقالات و پایان‌نامه‌های بسیاری است که همگی ارزشمند و قابل توجه هستند.
تألیف
- ف‍ره‍ن‍گ‌ ع‍ام‍ه‌ س‍ال‌ چ‍ه‍ارم‌ آم‍وزش‌ م‍ت‍وس‍طه‌ ع‍م‍وم‍ی‌ ف‍ره‍ن‍گ‌ و ادب‌، ت‍ه‍ران‌: وزارت‌ آم‍وزش‌وپ‍رورش‌، ۱۳۵۶.
- ق‍ه‍وه‌خ‍ان‍ه‌ه‍ای‌ ای‍ران‌، ت‍ه‍ران‌: دف‍ت‍ر پ‍ژوه‍ش‍ه‍ای‌ ف‍ره‍ن‍گ‍ی‌، ۱۳۷۵.
- ن‍ق‍د و ن‍ظر، ت‍ه‍ران‌: دف‍ت‍ر پ‍ژوه‍ش‍ه‍ای‌ ف‍ره‍ن‍گ‍ی‌‏‫، ۱۳۷۷.‬
- ج‍زی‍ره‌ ق‍ش‍م‌: ص‍دف‌ ن‍اش‍ک‍اف‍ت‍ه‌ خ‍ل‍ی‍ج‌ فارس، ت‍ه‍ران‌: دف‍ت‍ر پ‍ژوه‍ش‍ه‍ای‌ ف‍ره‍ن‍گ‍ی‌‏‫، ۱۳۷۹.‬
- ق‍ال‍ی‌ش‍وی‍ان‌: م‍ن‍اس‍ک‌ ن‍م‍ادی‍ن‌ ق‍ال‍ی‌ش‍وی‍ی‌ در م‍ش‍ه‍د ارده‍ال‌، ت‍ه‍ران‌: دف‍ت‍ر پ‍ژوه‍ش‍ه‍ای‌ ف‍ره‍ن‍گ‍ی‌، ۱۳۷۹.
- ن‍وروز: ج‍ش‍ن‌ ن‍وزای‍ی‌ آف‍ری‍ن‍ش‌، ت‍ه‍ران‌: دف‍ت‍ر پ‍ژوه‍ش‍ه‍ای‌ ف‍ره‍ن‍گ‍ی‌‏‫، ۱۳۸۰.‬
- ن‍خ‍ل‌گ‍ردان‍ی‌: ن‍م‍ای‍ش‌ ت‍م‍ث‍ی‍ل‍ی‌ از ج‍اودان‍گ‍ی‌ ح‍ی‍ات‌ ش‍ه‍ی‍دان‌، ت‍ه‍ران‌: دف‍ت‍ر پ‍ژوه‍ش‍ه‍ای‌ ف‍ره‍ن‍گ‍ی‌‏‫‬، ۱۳۸۰.
- ج‍ام‍ع‍ه‌ ای‍ل‍ی‌ در ای‍ران‌، ت‍ه‍ران‌: دف‍ت‍ر پ‍ژوه‍ش‍ه‍ای‌ ف‍ره‍ن‍گ‍ی‌، ۱۳۸۱.
- پ‍ژوه‍ش‍ی‌ در م‍وس‍ی‍ق‍ی‌ و س‍ازه‍ای‌ م‍وس‍ی‍ق‍ی‌ ن‍ظام‍ی‌ دوره‌ ق‍اج‍ار، ت‍ح‍ق‍ی‍ق‌ و ت‍ال‍ی‍ف‌ با همکاری ی‍ح‍ی‍ی‌ ش‍ه‍ی‍دی‌، ت‍ه‍ران‌: دف‍ت‍ر پ‍ژوه‍ش‍ه‍ای‌ ف‍ره‍ن‍گ‍ی‌، ۱۳۸۱.
- بازی‌های کهن در ایران، تهران: دفتر پژوهش‌های فرهنگی‏‫، ۱۳۸۶.‬
- در فرهنگ خود زیستن و به فرهنگ‌های دیگر نگریستن: سی گفتار درباره‌ی فرهنگ، تهران: گل‌آذین‏‫ ‏‫، ۱۳۸۸.‬‭‬
- ت‍ع‍زی‍ه‌خ‍وان‍ی‌: ح‍دی‍ث‌ ق‍دس‍ی‌ م‍ص‍ائب‌ در ن‍م‍ای‍ش‌ آئ‍ی‍ن‍ی‌، ت‍ه‍ران‌: ام‍ی‍رک‍ب‍ی‍ر، ۱۳۹۰.
- ‏‫آشپز و آشپزخانه‮‬‏‫: پژوهشی انسان‌شناختی در تاریخ اجتماعی هنر آشپزی‮‬‏‫، تهران: انتشارات فرهنگ جاوید‏‫، ۱۳۹۲.‮‬
- قهوه‌خانه و قهوه‌خانه‌نشینی در ایران، تهران: دفتر پژوهشهای فرهنگی، ‏‫‬‏۱۳۹۳.
- شب یلدا‏‫، تهران: دفتر پژوهشهای فرهنگی‏، ۱۳۹۴.‮‬
- چهارشنبه‌سوری: جشن عروج ارواح مردگان به عالم زندگان، تهران: گل‌آذین‏‫، ۱۳۹۷.‬
- مردم‌شناسی اقوام و ایلات ایران (مجموعه مقالات)، تهران: انتشارات دکتر محمود افشار: نشر سخن‏‫، ۱۳۹۹.‬‬
- ‏‫مردم‌شناسی جامعه تهران قدیم: و گفتارهایی درباره خانه و خانواده و سنت‌های خانوادگی‮‬ (مجموعه مقالات)، ‏‫تهران‮‬: ‏‫انتشارات دکتر محمود افشار‮‬: ‏‫نشر سخن‬، ‏‫۱۳۹۹.‮‬
- مردم‌شناسی دانش پزشکی در فرهنگ ایران (مجموعه مقالات)، تهران: انتشارات دکتر محمود افشار: نشر سخن‏‫‏‫‏‫، ۱۳۹۹.‬
- مردم‌شناسی دین: مناسک و آیین‌های مذهبی در ایران. تهران. ۱۴۰۳.

ترجمه
- تاریخ انسان‌شناسی (از آغاز تا امروز)، تاس‌هیلند اریکسن، فین سیورت نیلسن، تهران: گل‌آذین‏‫، ۱۳۸۷.‬
- ‏‫بازمانده‌هایی از فرهنگ دوران جاهلی در تمدن اسلامی، ادوارد وسترمارک‏‫، ترجمه و تعلیقات، تهران‏‫: فرهنگ جاوید‏‫، ۱۳۹۶.

## مقالات
بیش از ۲۰۰ مقاله در دائرهٔ المعارف بزرگ اسلامی، دانشنامه جهان اسلام، دانشنامه ایرانیکا، فرهنگنامه کودکان و نوجوانان، مجلات علمی پژوهشی و … به چاپ رسیده‌است. از جمله مهمترین آنها می‌توان به این مقالات اشاره کرد:
- "نوروز و خوان نوروزی؛ نقش نمادین و اجتماعی آن در فرهنگ رفتاری و هویتی"، بخارا، فروردین و اردیبهشت ۱۳۹۲، شماره ۹۲؛
- "چالش‌های اجتماعی و فرهنگی در بنیان‌گیری آموزش نوین"، حافظ، نیمه اول مرداد ۱۳۸۵، شماره ۳۲؛
- "فن‌آوری‌های سنتی (زمین، باغ، دام، گاه‌شناسی)، دانش و فن کشاورزی در جامعه قدیم ایران (نگاهی به آگاهی‌های تجربی رشیدالدین فضل‌الله دربارهٔ علوم و فنون سنتی کشاورزی)"، فرهنگ مردم، بهار ۱۳۸۵، شماره ۱۷؛
- "دوالک بازی و تحقیقی در واژهٔ دوال"، هنر و مردم، اسفند ۱۳۴۸، شماره ۸۹؛
- "ایل‌پژوهی میرزا حسن حسینی فسایی در جغرافیای تاریخی فارسنامه ناصری"، نشر دانش، سال بیست و یکم، زمستان ۱۳۸۴، شماره ۴؛
- "ضیافتی روحانی بر سر خوان نوروزی"، حافظ، فروردین ۱۳۸۴، شماره ۱۳؛
- "پدیده‌ای به نام لوطی و لوطی‌گری در حیات اجتماعی ایران"، فرهنگ مردم، بهار ۱۳۸۳، شماره‌های ۸ و۹؛
- "دورهٔ اساطیری ایران در تاریخ طبری"، کتاب ماه مردم، آذر و دی ۱۳۸۱، شماره ۵۱ و ۵۲؛
- "هویت سازی اجتماعی از راه بادزدایی گشتاری"، انسان‌شناسی، بهار و تابستان ۱۳۸۱، شماره ۱؛
- "زبان‌های رمزی در ایران"، کتاب ماه هنر، مرداد و شهریور ۱۳۸۰، شماره‌های ۳۵ و ۳۶؛
- "اسطوره دراندیشه و بیان اسطوره شناسان برجسته جهان"، کتاب ماه هنر، مهر و آبان ۱۳۷۹، شماره‌های ۲۵ و ۲۶؛
- "پدیدارشناسی مناسک تشرف"، نشر دانش، مرداد و شهریور ۱۳۷۹، شماره ۶۵؛
- "تاریخ اجتماعی و سیاسی شاهسون کوچندگان مرزنشین ایران"، نشر دانش، سال هفدهم، تابستان ۱۳۷۹، شماره ۲؛
- "تابوت گردانی، نمایشی تمثیلی از قدرت قدسی خداوند"، نشر دانش، سال شانزدهم، زمستان ۱۳۷۸، شماره ۴؛
- "نقش و نگارهای سردر خانه‌های قدیم تهران"، نشر دانش، مرداد و شهریور ۱۳۷۲، شماره ۷۷؛
- "توصیفی از تعزیه عروسی قاسم"، تئاتر، زمستان ۱۳۷۰، شماره ۱۶؛
- "ایل بهمئی"، هنر و مردم، مهر ۱۳۴۴، شماره ۳۶.